# Государственный советник таможенной службы I ранга (СССР и Россия)
Государственный советник таможенной службы I ранга — второе по старшинству (выше — действительный государственный советник таможенной службы) специальное (до 1993 г. — персональное) звание высшего начальствующего состава в таможенных органах СССР и Российской Федерации в 1986—1997 гг.
Установлено Указом Президиума Верховного Совета СССР от 18 июля 1986 г. № 5157-XI «О персональных званиях для лиц начальствующего состава учреждений государственного таможенного контроля СССР».
Указом Президента Российской Федерации от 22 сентября 1993 г. № 1405 "О внесении изменений в Указ Президента Российской Федерации от 24 октября 1992 г. № 1299 «О порядке присвоения персональных званий должностным лицам таможенных органов и организаций таможенной службы Российской Федерации» персональные звания переименованы в специальные звания.
Отменено Федеральным законом от 21 июля 1997 г. № 114-ФЗ «О службе в таможенных органах Российской Федерации» (вместо него установлено специальное звание — генерал-полковник таможенной службы).

## Государственный советник таможенной службы I ранга (в СССР)
1. Драганов Валерий Гаврилович, первый заместитель Председателя Таможенного комитета СССР (персональное звание присвоено постановлением Комитета по оперативному управлению народным хозяйством СССР от 7 декабря 1991 г. № 58)

## Государственные советники таможенной службы I ранга (в России)
1. Беков Сергей Мажитович, заместитель Председателя Государственного таможенного комитета Российской Федерации (персональное звание присвоено постановлением Совета Министров — Правительства Российской Федерации от 25 марта 1993 г. № 247)
2. Кругликов Валерий Фёдорович, первый заместитель Председателя Государственного таможенного комитета Российской Федерации (персональное звание присвоено постановлением Совета Министров — Правительства Российской Федерации от 25 марта 1993 г. № 247)